# Sphingolipide

Allgemeine Struktur von Sphingolipiden.
Verschiedene Reste (R) ergeben unterschiedliche Untergruppen:
R = Wasserstoff: Ceramide
R = Phosphocholin: Sphingomyeline
R = Saccharid: Glycosphingolipide

Sphingolipide sind wichtige Bestandteile der Zellmembran und gehören zur Verbindungsklasse der polaren Lipide. Im Gegensatz zu den auf Glycerin aufbauenden Phosphoglyceriden leiten sich die Sphingolipide von dem ungesättigten Aminoalkohol Sphingosin ab.

## Eigenschaften

Erkrankungen im Zusammenhang mit Sphingolipiden (Sphingolipidosen)

Sphingolipide findet man häufig in Nervengewebe, wo sie eine wichtige Rolle in der Signaltransduktion und der Interaktion einzelner Zellen spielen. Zu den wesentlichen Lipiden in der eukaryotischen Zellmembran zählen Glycerophospholipide, Cholesterol und Sphingolipide (Phospho- und Glycosphingolipide). Ihre Funktionen lassen sich zum einen über den Aufbau und der Regulation der Fluidität zellulärer Membranen beschreiben und zum anderen bei der Erklärung von interzellulären Erkennungsprozessen (siehe Vielzeller). In der klinisch-medizinischen Anwendung dient deren Analyse zur Charakterisierung als entwicklungsspezifische Marker, aber auch als Tumor- sowie als Blutgruppenantigene.
Mitte der 1980er-Jahre entdeckte man die Hemmung der Proteinkinase C (PKC) durch Sphingosin. Dies führte zu der Überlegung, dass Sphingolipide auch als intrazelluläre Botenstoffe fungieren können, als sogenannte second messenger. Im Mittelpunkt des aktuellen Forschungsinteresse stehen die Sphingolipide Ceramid bzw. Ceramid-1-phosphat und Sphingosin bzw. Sphingosin-1-phosphat.
Über seine Amin-Gruppe ist das Sphingosin amidisch mit einer Acylgruppe wie zum Beispiel einer Fettsäure verbunden. Aufgrund der Amin-Gruppe akkumulieren Sphingolipide in sauren Organellen, da sie protoniert wird und dann nicht mehr frei zwischen beiden Schichten der Lipiddoppelschicht einer Biomembran diffundieren kann.
Ein fehlerhafter Abbau der Sphingolipide wird als Sphingolipidose bezeichnet.

## Biosynthese
Sphingolipide werden innerhalb einer Zelle im Endoplasmatischen Retikulum und im Golgi-Apparat synthetisiert, werden aber in der Plasmamembran und in Endosomen, wo sie zahlreiche Aufgaben erfüllen, weiter bearbeitet. Ihr Transport erfolgt über Vesikel. In den Mitochondrien und dem endoplasmatischen Retikulum sind Sphingolipide quasi nicht nachweisbar, in der Plasmamembran beträgt ihre Konzentration jedoch 20–35 mol%.
Aus der Aminosäure Serin und einem Acyl-CoA wird durch die Serin-Palmitoyltransferase 3-Ketodihydrosphingosin erzeugt. Anschließend wird durch die 3-Ketodihydrosphingosinreduktase Dihydrosphingosin und in Folge durch die Ceramidsynthase Dihydroceramid gebildet. Daraus kann durch die Dihydroceramiddesaturase der Grundkörper der Ceramide gebildet werden. Aus Ceramiden können 4 verschiedene Metaboliten gebildet werden. Aus Ceramiden kann durch die Ceramidsynthase Sphingosin gebildet werden, das durch die Sphingosinkinase in Sphingosin-1-phosphat umgewandelt wird, das wiederum anschließend mit Ethanolamin und einem Fettaldehyd modifiziert werden kann. Ebenso kann aus Ceramiden durch die Sphingomyelinsynthase Sphingomyelin entstehen. Weiterhin kann aus Ceramiden durch die Ceramid-Kinase Ceramid-1-Phosphat gebildet werden. Zudem können aus Ceramiden die Glycosphingolipide gebildet werden.

## Klassen der Sphingolipide
Es gibt drei Haupttypen von Sphingolipiden: Ceramide und die daraus abgeleiteten Sphingomyeline und Glycosphingolipide. Letztere werden weiter unterschieden in Cerebroside und Ganglioside. Diese Typen unterscheiden sich in der Art ihres Restes (siehe Bild).
Ceramide sind die einfachste Gruppe der Sphingolipide. Bei ihnen wird der Rest nur durch ein Wasserstoffatom gebildet, sie sind also nur ein Sphingosinmolekül, das durch eine Amidbindung an eine Fettsäure gebunden ist. Sphingomyeline haben ein Phosphocholin- oder Phosphoethanolaminmolekül, das als Ester an die 1-Hydroxygruppe eines Ceramides gebunden ist. Glycosphingolipide sind Ceramide mit einem oder mehreren Zuckerresten, die durch eine β-Glykosidbindung an die 1-Hydroxygruppe gebunden sind. Cerebroside haben ein einzelnes Glucose- oder Galactose-Molekül als Rest, während Ganglioside mindestens drei Zucker enthalten, von denen mindestens einer Sialinsäure ist.